# Amt Ostenfeld
Das Amt Ostenfeld war ein Amt im Kreis Husum in Schleswig-Holstein. Es umfasste die drei Gemeinden Ostenfeld, Winnert und Wittbek. 

## Geschichte
1889 wurde der Amtsbezirk Ostenfeld aus der Kirchspielslandgemeinde Ostenfeld und einem Teil des Forstgutsbezirks Gottorf (Langenhöft) gebildet. Die Kirchspielslandgemeinde Ostenfeld bestand aus den drei Dorfschaften Ostenfeld, Winnert und Wittbek. 
Nach Auflösung des Forstgutsbezirks 1928 wurde der im Amtsbezirk liegende Teil in die Dorfschaft Ostenfeld eingegliedert. 1934 wurden die Kirchspielslandgemeinde aufgelöst und die Dorfschaften bildeten eigenständige Landgemeinden.
1948 wurde der Amtsbezirk aufgelöst und die drei Gemeinden bildeten die Kirchspielslandgemeinde Ostenfeld, die noch im selben Jahr die Bezeichnung in Amt Ostenfeld änderte. Mit Bildung des Kreises Nordfriesland wurde das Amt 1970 aufgelöst und die Gemeinden bildeten mit den Gemeinden der Ämter Mildstedt und Schwabstedt das Amt Treene.